# Sahar Saleem
Sahar Saleem är en egyptisk professor i radiologi vid Kairos universitet, som specialiserar sig i medicinska applikationer, exempelvis MRI och datortomografi. Hon är också expert på paleoradiologi, studiet av forntida kvarlevor. Inom detta område är hon kanske mest känd för sina studier av egyptiska mumier, specifikt hennes analyser av Ramses III och Tutankhamon.

## Biografi
Saleem studerade medicin vid den medicinska fakulteten av Kairos universitet. Hon tog även sin mastersexamen och doktorsexamen i radiologi vid universitetet. Efter detta hade hon under en tid en postdoktoral forskningstjänst i neuroradiologi och sedan en docenttjänst i radiologiundervisning vid University of Western Ontario, Kanada.

## Forskning
Saleem var en del av det egyptiska mumieprojektet, tillsammans med egyptologen Zahi Hawass, där datortomografi användes på egyptiska mumier för att klargöra tidigare okända delar av historien kring dessa. Exempelvis lyckades projektet identifiera en okänd mumie som Ankhesenamon, farao Tutankhamons enda fru och mor till hans dödfödda barn. De lyckades även analysera faraon mer noggrant och avgöra att Tutankhamon var runt 19 år då han avled. Saleem kom också i samband med detta fram till han troligtvis dog av en fraktur i ett knä och inte på grund av en huvudskada, vilket forskare tidigare trott.
Saleem och hennes kollegor fann även skador på Ramses III mumie, som visade på att denne troligtvis blivit mördad av ett flertal gärningsmän. Detta då forskarna hittade tidigare gömda skador på halsen och en fraktur i ett tåben. Dessa såg ut att vara orsakade av olika vapen, vilket ledde fram till denna teori om mordet.
Utöver detta har Saleem även arbetet med MRI av foster sedan 2002. Hon föreslog bland annat en procedur för att undersöka fosters hjärtan i livmodern och på så sätt förutspå medfödda hjärtsjukdomar. En del av hennes forskning har även fokuserat på undersökning av foster med en risk för medfödda hjärnskador.